# Alexander Lagunow
Alexander Lagunow (* 14. Juli 1967 in Nowosibirsk) ist ein deutscher Schachspieler und -trainer.
Alexander Lagunow wurde in Nowosibirsk geboren. 1990 verlegte er seinen Wohnsitz zu seiner späteren Ehefrau nach Berlin. 1991 wurde ihm durch die FIDE der Titel Internationaler Meister verliehen. 1994 bis 1996 wurde er drei Mal hintereinander Berliner Meister im Schach.

## Schach

### Erfolge als Spieler
Seine ersten Erfolge errang er bei den U14-Meisterschaften von Nowosibirsk. 1979 wurde er Zweiter, 1980 und 1981 gewann er diese Meisterschaften. Von 1981 bis 1984 nahm er regelmäßig an den Kursen der Schachschule von Alexander Pantschenko (1953–2009) aus Tscheljabinsk teil. Zur Trainingsgruppe gehörten auch die späteren Großmeister Ruslan Schtscherbakow und Maxim Sorokin († 2007) sowie Swetlana Prudnikowa, die später den Großmeistertitel der Frauen erreichte.
1989 gewann Lagunow in Nowosibirsk in einem Rundenturnier mit 18 Teilnehmern die Einzelmeisterschaft der Streitkräfte der UdSSR. Mit 11,5 Punkten aus 17 Partien verwies der titellose Debütant und Ersatzspieler viele spätere Großmeister auf die Plätze: Alexander Baburin (11 aus 17), Alexander Nenaschew, Sergei Kalinitschew, Felix Levin, Vladimir Chuchelov, Grigory Serper, Marat Makarow und weitere zehn Spieler. Die Norm für den Titel „Meister des Sports der UdSSR“ übererfüllte er dabei um einen Punkt.
1991 verlieh ihm die FIDE den Titel Internationaler Meister. Die drei Teilnormen dafür erreichte er 1990 beim Internationalen Turnier der Schachfreunde Neukölln (1.–3. Platz mit 7 aus 11 gemeinsam mit IM Rigo und Hausner und vor Michael Bezold, Robert Rabiega) und 1990 und 1991 beim Open „Berliner Sommer“ – mit 6 bzw. 6,5 Punkten aus 9 Partien.
1994 bis 1996 gewann Lagunow drei Mal in Folge die Berliner Meisterschaft und erreichte jeweils die Qualifikation für die Deutsche Einzelmeisterschaft. 1994 und 1995 erreichte er in Binz jeweils 5,5 Punkte aus 9 Partien, 1996 wurde er in Saarbrücken mit 6 aus 9 Fünfter, punktgleich mit Karsten Müller, Klaus Bischoff und Robert Rabiega.

### Erfolge als Trainer
1988 gab Lagunow sein Debüt als Trainer. Für den wegen der UdSSR-Mannschaftsmeisterschaft verhinderten Marat Makarow, betreute er dessen Ehefrau Julija Djomina in der ersten Turnierhälfte bei der UdSSR-Frauenmeisterschaft 1988 in Almaty (Kasachstan). Alle drei spielten im gleichen Verein, dem Sportklub der Armee im Sibirischen Militärbezirk.
Djomina startete in den ersten sieben Runden mit 6,5 Punkten, danach übernahm Makarow die weitere Betreuung. Djomina wurde gleich bei ihrer ersten Teilnahme UdSSR-Meisterin vor Nana Alexandria, Nino Gurieli, Swetlana Matwejewa und anderen.
In Berlin trainierte Lagunow 1990 bis 1991 die in der Jugend sehr erfolgreichen Spieler der Schachfreunde Neukölln: Lars Thiede, Stephan Berndt, Lars Hein, Rolf Behnk und Kurt Güldner. Güldner wurde 1990 in Münster bei der Deutschen Meisterschaft U20 Zweiter.
In Münster spielte auch Lagunows spätere Ehefrau Juliane Woitinski († 2011) mit und erreichte in der Deutschen Meisterschaft U20 weiblich den 3. Platz.
Von 1991 bis 1992 trainierte Lagunow die Zweitligamannschaft der SVg Lasker-Steglitz, der er selbst angehörte. Nach dem Tod von Albrecht Colditz, einem bedeutenden Funktionär des Vereins, wurde das Training aber immer seltener und hörte irgendwann auf.
Aktuell betreut Lagunow seine beiden Kinder Elina und Raphael.

### Vereine
Von 1991 bis 1996 spielte Lagunow für die SVg Lasker-Steglitz in der 2. Bundesliga. Von 1997 bis 2009 war er Mitglied im Schach-Club Kreuzberg, wo er ebenfalls in der 2. Bundesliga eingesetzt wurde und in der Saison 2003/04 auch einen Einsatz in der 1. Bundesliga hatte. Von 2009 bis 2014 spielte Lagunow wieder für seinen alten Verein (der sich nach einer Fusion inzwischen SG Lasker Steglitz-Wilmersdorf nennt): zunächst in der Berliner Landesliga und von 2012 bis 2014 in der Oberliga Nord. Seit der Saison 2014/15 spielt Lagunow in der 2. Bundesliga beim SK Zehlendorf.

## Schachfamilie Lagunow
Elina (* 1997) wurde 2009 in Willingen Deutsche Meisterin U12 und gewann 2010 die Berliner Meisterschaft U18 weiblich. Raphael (* 2000) wurde 2009 in Willingen Deutscher Vizemeister U10 und 2010 in Oberhof Deutscher Meister U10. Seit 2019 trägt er den Titel eines Internationalen Meisters. Dabei wurden sie hauptsächlich von Julia Belostotska (2005–2008), IM Eugen Tripolsky (2008–2009), Marcos Kiesekamp (2009–2010) und natürlich ihrem Vater trainiert.